# Sankt Moritz

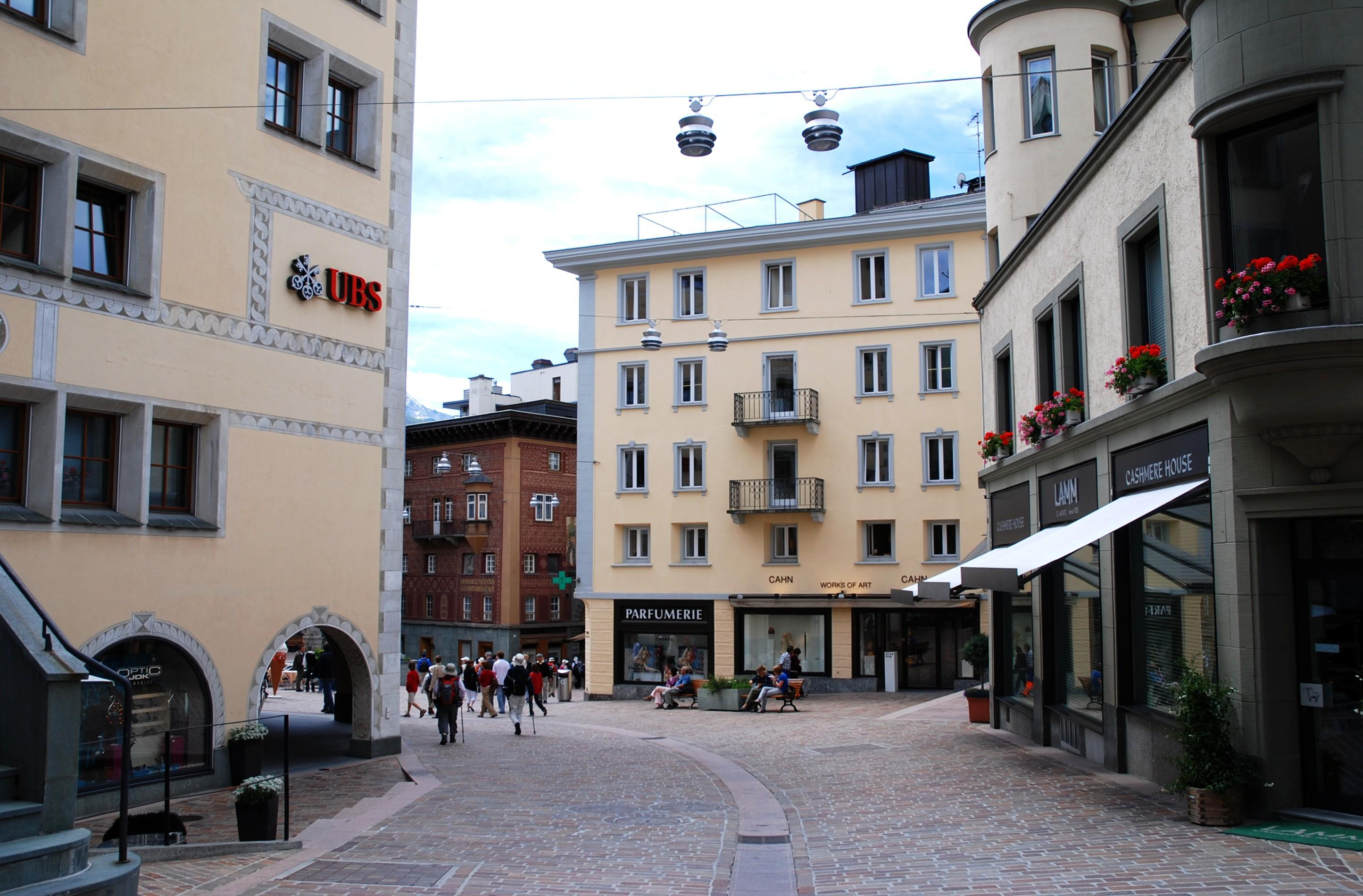
Vai Maistra i centrala Sankt Moritz

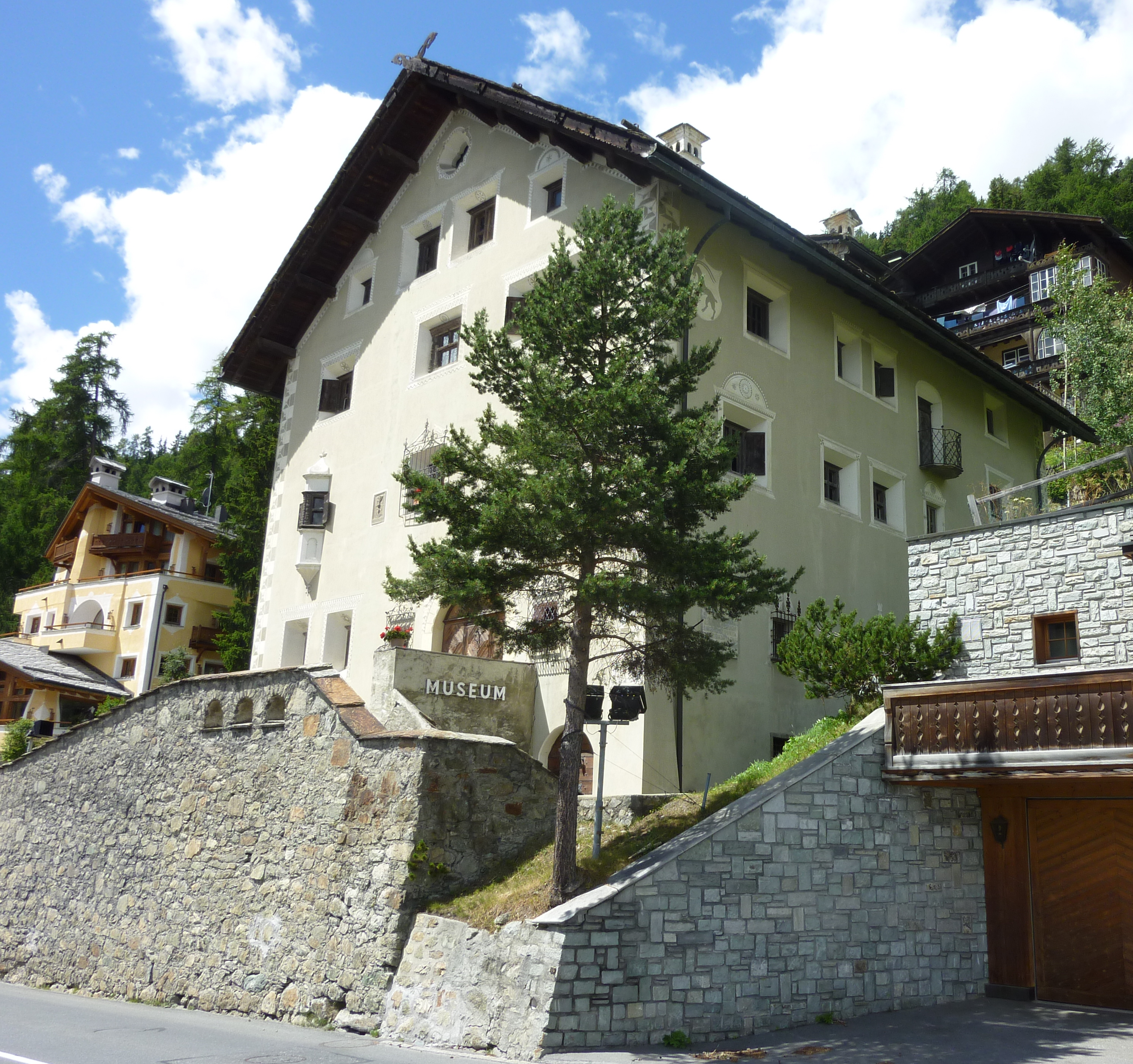
Engadiner Museum i St. Moritz. Byggnad från 1905 i historiserande engadinerstil

Sankt Moritz (rätoromanska San Murezzan, italienska San Maurizio) är en ort och kommun i regionen Maloja i kantonen Graubünden, Schweiz. Kommunen har 4 926 invånare (2023). Den ligger centralt i övre delen av dalgången Oberengadin (Engiadin'Ota). Det är den största kommunen i kantonens södra del och femte störst i kantonen som helhet.
Kommunen består av de helt sammanvuxna orterna Sankt Moritz-Dorf och Sankt Moritz-Bad samt de intilliggande Suzetta och halva Champfér (vars andra halva tillhör kommunen Silvaplana).

## Historia
Första gången som Sankt Moritz omnämns i skrift är 1137–1139 när greven av Gamertingen säljer sina ägor i Oberengadin till biskopen i Chur. Orten kallas då ad sanctum Mauricium, och är alltså uppkallad efter helgonet Sankt Mauritius.
Även om Sankt Moritz tar emot en del besökare under sommaren, går vinterortens ursprung bara tillbaka för 158 år sedan till september 1864, då Sankt Moritz hotellpionjär Caspar Badrutt gjorde en satsning med fyra brittiska sommargäster: de borde återvända på vintern och, om byn inte var i deras smak, då skulle han ersätta deras resekostnader. Om de skulle finna Sankt Moritz attraktivt på vintern, skulle han bjuda in dem att stanna som hans gäster så länge de ville. Detta var inte bara starten på vinterturismen i Sankt Moritz utan också starten på vinterturismen i hela Alperna. Den första turistbyrån i Schweiz grundades samma år i byn. Sankt Moritz utvecklades snabbt i slutet av artonhundratalet; det första elektriska ljuset i Schweiz installerades 1878 på Kulm Hotel.

## Ekonomi

### Sevärdheter

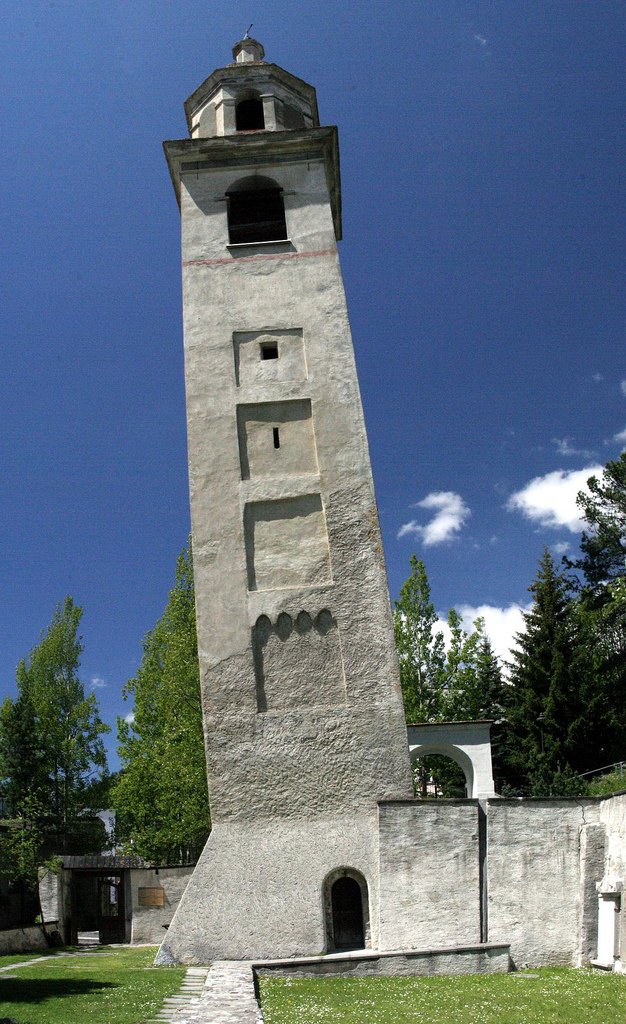
Lutande tornet i den rivna Mauritiuskyrkan

Segantinimuseet rymmer en stor samling verk av konstnären Giovanni Segantini  En flerdagarsvandring, kallad Senda Segantini, förbinder stationer från målarens liv.
Kulturhistoria och folkloresamlingar visas i Engadinmuseet. Det är inrymt i en byggnad i Engadinstil designad av Nicolaus Hartmann.
Lutande tornet är ett landmärke från 1300-talet. Den gamla kyrkan St. Mauritius, som tornet var en del av, förstördes 1893. Tornet är fortfarande en av Sankt Moritz mest spektakulära sevärdheter. Höjd: 33 meter, lutning 5.5 grader.
Den reformerta bykyrkan ligger i centrum av St. Moritz by.
Ett gammalt skolhus (1886, 1909) på Plazza da Scoula
Bylandtfontänen
Ishall och golfpaviljong
Chesa Futura (2003, arkitekt: Norman Robert Foster) 
Konditori-Café Hanselmann 
Mauritius fontän
Mili Weber House
Forum Paracelsus (tidigare brunnshall i St. Moritz-Bad)

### Hotell
Hotel Carlton,
Hotel Kulm,
Hotel La Margna,
Badrutt’s Palace Hotel,
Hotel Schweizerhof ,
Hotel Suvretta House.

## Demografi

### Sysselsättning
Sankt Moritz är ett regionalt ekonomiskt centrum och en turistgemenskap. Från och med 2014 var det totalt 7 590 personer anställda i kommunen. Av dessa arbetade totalt 24 personer i 7 verksamheter inom den primära ekonomiska sektorn. Den sekundära sektorn sysselsatte 1 039 arbetare i 74 separata företag. En minoritet (17,0 %) av de anställda inom sekundärsektorn arbetade i mycket små företag. Det fanns 22 småföretag med totalt 533 anställda och 3 medelstora företag med totalt 329 anställda. Slutligen gav den tertiära sektorn 6 527 jobb i 768 företag. Under 2014 arbetade totalt 3 820 anställda i 752 små företag (färre än 50 anställda). Det fanns 14 medelstora företag med 1 928 anställda och 2 stora företag som sysselsatte 779 personer (för en genomsnittlig storlek på 389,5). Badrutt's Palace Hotel (femstjärnigt) har en personal på 520 personer och är den största arbetsgivaren i Sankt Moritz.
År 2014 fick totalt 9,3 % av befolkningen socialbidrag.
Under andra kvartalet 2016 pendlade i genomsnitt 1 062 arbetare från länder utanför Schweiz för att arbeta i kommunen, vilket representerar en minoritet av de anställda.
Under 2015 hade lokala hotell totalt 599 734 övernattningar, varav 69,2 % var internationella besökare.

### Religion
Kyrkan blev reformert 1577.  Som en följd av den stora inflyttningen är dock numera två tredjedelar av befolkningen katoliker, som sedan 1867 har en egen kyrka.

### Språk
Ursprungligen talade hela befolkningen den rätoromanska varianten puter. På grund av ökande handel med omvärlden började användningen av rätoromanska minska. År 1880 talade endast 50,2% rätoromanska som förstaspråk. Språket tappade mark till både tyska och italienska. År 1900 talade 31% av befolkningen italienska som första språk, och 1910 var det ungefär likadant. Under de följande åren minskade andelen rätoromanska och italiensktalande, båda jämfört med tysktalande. 1941 talade endast 20% rätoromanska och 1970 var det 8 %. År 2000 talade endast 4,7% av befolkningen rätoromanska.
Puter, den äldsta skrivna formen av rätoromanska, talades i regionen kring Sankt Moritz av nästan 61 % av de rätoromansktalande, men nu har dialekten vallader övertagit puters roll som mest talat. Tillsammans talas de båda rätoromanska varianterna av en fjärdedel av de rätoromanstalande.
Den största delen av befolkningen (från och med 2000) talar tyska (58,8 %), med italienska som näst vanligast (21,8%) och portugisiska är tredje (6,6%).
Skolundervisningen sker på tyska, men från och med tredje klass lär sig eleverna rätoromanska som särskilt ämne.

## Kultur
Sankt Moritz är en välkänd vintersportort som har stått värd för olympiska vinterspelen två gånger (1928 och 1948)   och alpina skid-VM fyra gånger (1934, 1974, 2003 och 2017).
Den tidigare ordföranden för FIS Gian-Franco Kasper kom från Sankt Moritz.